# کارکس پاچیستاچیا
کارکس پاچیستاچیا (نام علمی: Carex pachystachya) نام یک گونه از سرده جگن است.